# Rudziska Pasymskie
Rudziska Pasymskie (deutsch Waldheim) ist ein kleiner Ort in der polnischen Woiwodschaft Ermland-Masuren und gehört zur Gmina Pasym (Stadt-und-Land-Gemeinde Passenheim) im Powiat Szczycieński (Kreis Ortelsburg).
Rudziska Pasymskie liegt 150 Meter nördlich des Großen Kalbensees (polnisch Jezioro Kalwa) in der südlichen Mitte des Woiwodschaft Ermland-Masuren, 19 Kilometer nordwestlich der Kreisstadt Szczytno (deutsch Ortelsburg).

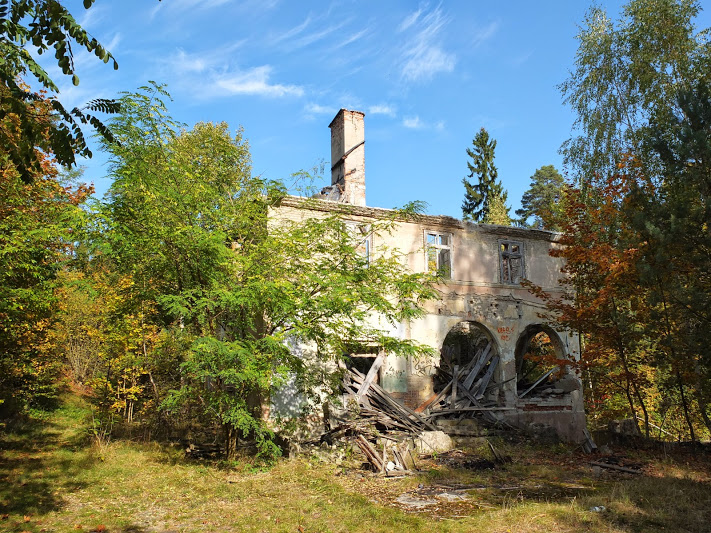
Gebäuderuine in Rudziska Pasymskie

Das einstige Waldheim war ursprünglich ein mittelgroßer Hof im Passenheimer Stadtwald. Bis 1945 war er ein Wohnplatz innerhalb der Stadtgemeinde Passenheim (polnisch Pasym).
Seit 1945 trägt der Ort die polnische Namensform „Rudziska Pasymskie“, ist teilweise verselbständigt und eine Ortschaft innerhalb der Stadt-und-Land-Gemeinde Pasym im Powiat Szczycieński (Kreis Ortelsburg), bis 1998 der Woiwodschaft Olsztyn, seither der Woiwodschaft Ermland-Masuren zugehörig.
Kirchlich war Waldheim bis 1945 nach Passenheim hin orientiert: zur dortigen evangelischen Kirche und auch zur dortigen römisch-katholischen Pfarrei. Der Bezug zur nunmehr „Pasym“ genannten Stadt ist für Rudziska Pasymskie geblieben.
Rudziska Pasymskie ist auf einer Nebenstraße zu erreichen, die bei Pasym von der Landesstraße 53 (einstige deutsche Reichsstraße 134) abzweigt und bis nach Gaj (Passenheimer Stadtförsterei) führt. Pasym ist auch die nächste Bahnstation und liegt an der Bahnstrecke Olsztyn–Ełk.